# Đông Phương, Đông Hưng
Đông Phương là một xã nằm ở phía Đông Bắc huyện Đông Hưng, tỉnh Thái Bình, Việt Nam.

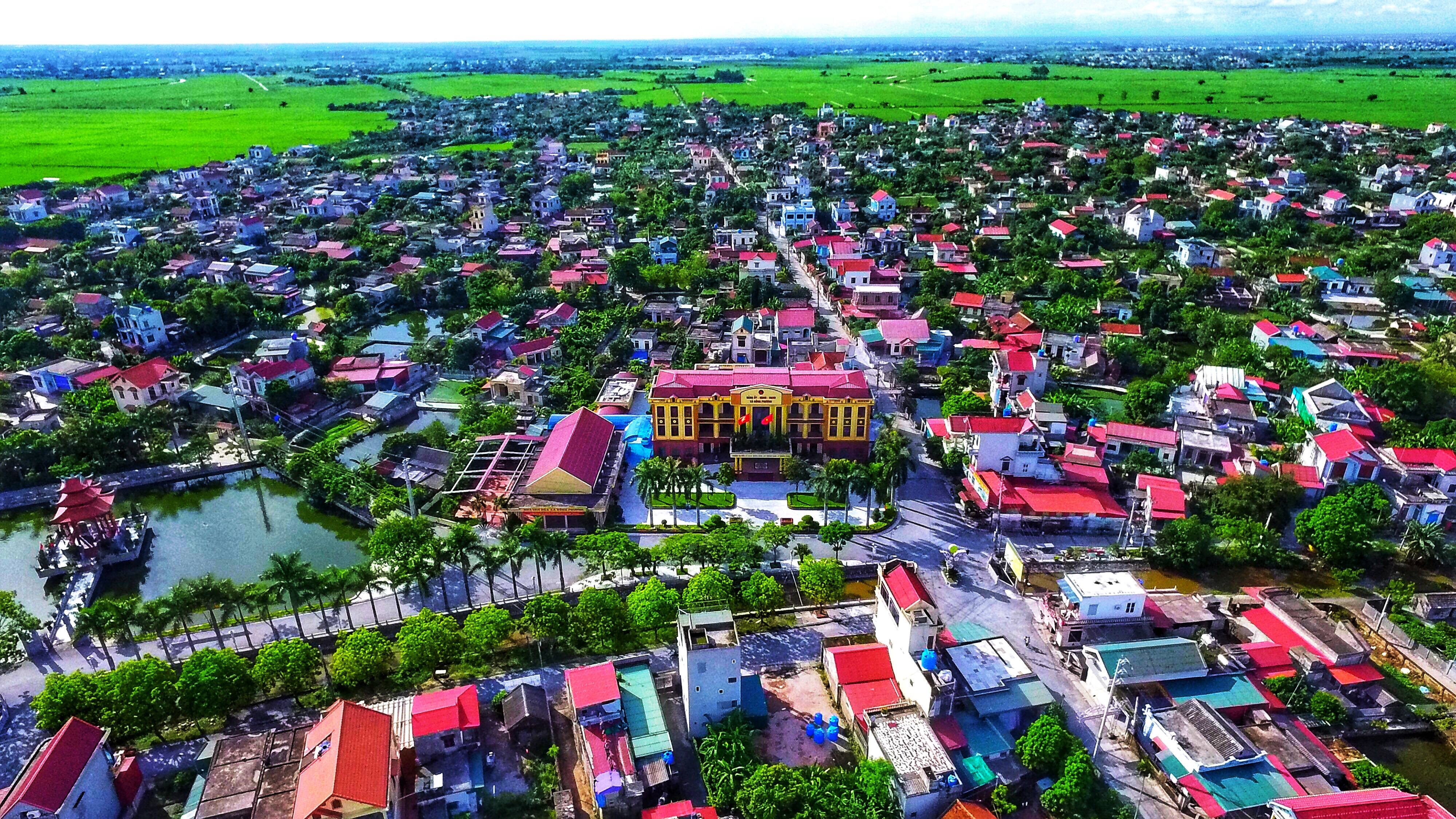
Toàn cảnh khu trung tâm xã Đông Phương

Xã Đông Phương huyện Đông Hưng là miền đất có bề dày truyền thống cách mạng và văn hóa, là xã Nông thôn mới điển hình của tỉnh Thái Bình và cả nước, là xã Anh hùng lực lượng vũ trang nhân dân. Xã Đông Phương - một miền quê thanh bình, tươi đẹp nằm kề trục đường liên huyện 217, cách đường quốc lộ số 10 trên 2 km và thị trấn Đông Hưng 5 km về phía Tây Nam, cách Thành phố Thái Bình 18 km. Phía đông giáp xã Đông Cường huyện Đông Hưng và xã Đồng Tiến huyện Quỳnh Phụ; phía nam giáp xã Đông Xá huyện Đông Hưng; phía tây giáp xã Đông Sơn; phía bắc của xã nằm sát tả ngạn sông Diêm và bên kia bờ đối ngạn là xã An Tràng huyện Quỳnh Phụ. 
Hiện nay, Đông Phương là xã loại 2 với diện tích đất tự nhiên 731 ha. Toàn xã hiện có có 3.031 hộ với 9.765 nhân khẩu, sinh sống tập trung ở 7 thôn. Đảng bộ xã có 338 đảng viên, sinh hoạt tại 13 chi bộ.
Nằm trong vùng đồng bằng châu thổ sông Hồng, có địa hình tự nhiên tương đối bằng phẳng với độ cao 0,75m - 2m so với mực nước biển, độ cao trung bình là 0,98m, độ dốc nhỏ hớn 1%. Đất đai của xã Đông Phương chủ yếu là đất phù sa hình thành trong quá trình bồi tụ của sông Diêm Hộ và sông Tiên Hưng.

## Diện tích và dân số
Xã Đông Phương có diện tích 7,31 km². Theo số liệu mới nhất (truyền hình Thái Bình), xã Đông Phương có số dân 9850 người, được chia làm 7 thôn: thôn Nam, thôn Trung, thôn Đông, thôn Thượng, thôn Đại Phú, thôn Trần Phú và thôn Bình Minh.

## Địa giới hành chính
Xã Đông Phương nằm ở phía đông bắc của huyện Đông Hưng.
- Phía đông giáp xã Đồng Tiến, huyện Quỳnh Phụ và xã Đông Cường, huyện Đông Hưng;
- Phía nam giáp xã Đông Xá, huyện Đông Hưng;
- Phía tây giáp xã Đông Sơn, huyện Đông Hưng;
- Phía bắc giáp các xã Đông Hải và An Tràng, huyện Quỳnh Phụ.

## Lịch sử hình thành[3]
Các công trình nghiên cứu về văn hóa, khảo cổ và lịch sử đều chỉ ra rằng, vùng đất thuộc huyện Quỳnh Phụ, Hưng Hà và phía Bắc huyện Đông Hưng ngày nay, trong đó có Đông Phương đã có lịch sử hình thành và phát triển cách ngày nay trên 2.000 năm. Cách Đông Phương chỉ hơn 3 km, tại khu di chỉ khảo cổ tại xã Quỳnh Xá, các nhà khảo cổ đã tìm thấy nhiều di vật khảo cổ thuộc thời đại đồng thau (cách nay 2000 - 3000 năm).
Theo các nhà nghiên cứu lịch sử, tên làng xã là một căn cứ để xác định lịch sử của làng. Dựa vào tên gọi có thể phân ra “làng Việt cổ” và “làng Việt mới”. Làng Việt cổ có lịch sử hàng nghìn năm và thường có tên nôm. Mặt khác, mang đậm đặc điểm hình thành của các làng Việt cổ là các làng có thên gắn liền với chữ “Xá”, vì chữ “Xá” nghĩa là “nhà”, biểu thị rất rõ tính chất thị tộc và mối quan hệ huyết thống sâu sắc lúc tiền khởi ở những điểm cư trú xưa. Tới nay ở Thái Bình đã khảo cứu được 371 làng có tên nôm, hơn 40 làng có chữ “Xá”. Các nhà khoa học đã khẳng định hầu hết các làng có ký âm Nôm đã được hình thành từ thời Hùng Vương, các làng có chữ “Động”, “Xá” đều xuất hiện cách nay trên 2000 năm. Đông Phương có cả hai đặc điểm nhận dạng chính: làng có tên nôm (làng Vàng) và làng có tên tộc danh (Hoàng Xá, Lưu Xá).
Sách “Đất và người Thái Bình” chép: Theo thần tích miếu Thân Thượng, vào thời Hùng Vương thứ 6, con hổ do Nam Bồ nguyên súy (người Thân Thượng- Đông Cường) nuôi sau khi cắn nhầm chủ chết thường xuyên vào làng bắt lợn. Người làng Thân Thượng dùng cồng chiêng làm lệnh đuổi thì chạy sang làng Vàng. Lúc này làng Vàng có nhiều người giỏi võ, đuổi hổ chạy sang trại Sổ.
Chính từ những căn cứ này cùng các tư liệu chính sử ghi lại ngay từ những năm đầu công nguyên, đất Đông Phương thuộc vùng đất đất Tây Quan đã có nhiều dân cư sinh sống và năm 40, nữ tướng Lê Thị Cố đã tập hợp nhân dân làng Vàng và các làng quanh vùng tham gia khởi nghĩa Hai Bà Trưng nên làng Vàng (Đông Phương) được xếp là một trong 78 “làng Việt cổ” của huyện Đông Hưng đã được định hình cách nay trên 2000 năm.
Tên cổ xưa nhất của làng Vàng là làng Viềng với các dấu tích như: đò Viềng, chợ Viềng, miếu Viềng gắn liền với đời sống dân cư. Tới khi vùng bãi sông Diêm được hình thành, làng Viềng trở nên sầm uất, trù phú, thường gọi là bãi Bạc, làng Vàng. Từ đấy có tên làng Vàng, sau tách thành Vàng trên và Vàng dưới. Vàng trên sau gọi là xã Hoàng Quan, Vàng dưới gọi là xã Hoàng Xá. Sách Dư địa chí của Nguyễn Trãi viết năm 1435 và sách Hồng Đức bản đồ viết năm 1490 đã có tên xã Hoàng Quan và Hoàng Xá. 
Theo truyền thuyết, đất phía Bắc huyện Đông Hưng ngày nay thủa xa xưa vốn là vùng đầm lầy, sú vẹt mọc dày đặc như rừng. Tuy nhiên, vùng đất này cũng lại có nhiều gò cao. Những thế hệ dân cư đầu tiên của Đông Phương đã sinh sống trên những gò cao này. Thần phả làng Phương Mai xã Đông Cường ngay cạnh xã Đông Phương ghi: “Ngày ấy, đã lâu lắm rồi, khi bãi biển còn hoang vu, cồn lau, bãi sú chưa có người khai phá, vùng đất này xưa chỉ có vài mái cỏ, dân sống bằng nghề bắt cá là chính, còn việc gieo lúa, vãi bắp mới chỉ làm nhất thời trên một số gò cao, bãi cạn, cuộc đời khi ấy còn lam lũ vất vả, thiếu thốn đủ điều...”. 
Cư dân tới vùng đất Đông Phương ngày nay với nhiều lý do. Có người do các cuộc chiến tranh cát cứ hoặc những xung đột của nội bộ làng xã phải rời đến đây. Có người là những nạn nhân đi lánh nạn đến đây nhưng do sự cản trở của sông nước, sự hoang dã của vùng đất mới ven biển đã trụ lại làm ăn sinh sống và sinh cơ lập nghiệp, song trong đó cũng có những người cầm quân, những binh lính chiến thắng vì cảm mếm miền đất này đã ở lại định cư. Cũng có thể họ là những người thợ thủ công, buôn bán đánh cá biển từ nhiều ngả, nhiều xứ xuôi ngược dòng sông Diêm tìm đến đất Đông Phương. Tuy nhiên, cũng phải đến thời Lý, khi triều đình tăng cường trị thủy, hệ thống đê điều bắt đầu được hình thành, người dân từ các nơi mới về vùng đất Đông Phương mới bắt đầu đông đúc, làng xóm mới định hình ổn định.
Tới nay các dòng họ ở Đông Phương không ai được biết ông thủy tổ của dòng họ mình từ đâu tới. Những căn cứ vào thân tích đền Rồi Công (An Tràng) và Đình Lưu (Đông Phương) và qua một số cụ cao tuổi ở địa phương truyền lại thì phần đông các dòng họ ở Đông Phương ngày nay đều từ trung du, miền núi phía Bắc xuống như Phú Thọ, Vĩnh Phúc hoặc từ miền Trung ra như Nghệ An – Hà Tĩnh ra hay ở các tỉnh lân cận chuyển sang. 
Chọn định cư, khai phá trên vùng đất mới tuy màu mỡ, phì nhiêu, lắm tôm, nhiều cá nhưng cơ bản vẫn là vùng đất trũng, mùa mưa nước ngập trắng đồng, ngập hết lối đi, chỉ còn lại những nơi đất cao nên các thế hệ người dân Đông Phương đã phải khai hoang, phục hóa, thau chua, rửa mặn, làm thủy lợi tiêu úng, chống hạn để canh tác; phải quật đất tạo nền cao xây dựng nhà cửa, đắp đường và xây dựng xóm làng nên ngày nay Đông Phương vẫn còn rất nhiều ao hồ xen kẽ trong các khu dân cư. Ở Đông Phương tới ngày nay vẫn còn dấu tích cánh đồng Dầm với hàng chục ha nằm giữa địa phận giáp giới xã Đông Cường. Đây là những minh chứng cho quá trình cải tạo, xây dựng làng xóm vất vả, khó khăn của người dân Đông Phương. 
Về tên gọi của mảnh đất Hoa Nam ngày nay qua các thời kỳ, giai đoạn lịch sử: Theo cuốn “Địa danh Thái Bình xưa và nay” và cuốn “Lịch sử Đảng bộ huyện Đông Hưng” cho thấy: Thời kỳ Bắc thuộc, nửa đầu thiên niên kỷ I, Đông Phương thuộc vùng Tây Quan huyện Chân Định; nửa sau thiên niên kỷ I, thuộc huyện Chu Diên. Đến đời Khúc Hạo làm tiết độ sứ (907- 917), Đông Phương thuộc Châu Đằng (còn gọi là Đằng Châu). 
Thời Lý (1010 - 1225) và thời Trần (1225 - 1400), Đông Phương thuộc huyện Tây Quan, lộ An Tiêm (Lộ An Tiêm gồm 4 huyện: A Côi, Đa Dực, Thái Bình (Thụy Anh) và Tây Quan). 
Thời thuộc Minh, năm Vĩnh Lạc thứ 13 (1415) huyện Tây Quan nhập vào huyện Thái Bình, vùng đất Đông Phương lúc này thuộc huyện Thái Bình phủ Tân An sau là phủ Trấn Man. 
Thời Lê, đời Lê Thái Tổ (1428-1433) lập lại huyện cũ Tây Quan. Thời Lê Thánh Tông, năm Quang Thuận thứ 10 (1469), đổi huyện Tây Quan thành huyện Đông Quan, lấy đất lộ An Tiêm thời Trần lập phủ Thái Bình. Xã Đông Phương ngày nay khi đó là 2 xã Hoàng Quan và Hoàng Xá thuộc tổng Hoàng Quan huyện Đông Quan, phủ Thái Bình, thừa tuyên Sơn Nam. (Tổng Hoàng Quan khi đó có 7 xã: Hoàng Quan, Hoàng Xá, Lệ Bảo, Cổ Tiết, Đồng Kỷ, An Vị, Điều Thượng).
Đến thời Nguyễn (1802), đất Đông Phương thuộc tổng Hoàng Quan huyện Đông Quan, phủ Thái Bình, trấn Sơn Nam Hạ. Đến năm Minh Mệnh thứ ba (1822) đổi gọi trấn Sơn Nam Hạ là trấn Nam Định. Năm Minh Mệnh 12 (1831), nhà Nguyễn chia đất nước làm 31 tỉnh, Đông Phương thuộc huyện Đông Quan phủ Thái Bình tỉnh Nam Định.
Ngày 21/3/1890, tỉnh Thái Bình được thành lập, Đông Phương thuộc tổng Hoàng Quan được đổi gọi tổng Phương Quan huyện Đông Quan, tỉnh Thái Bình. Tổng Phương Quan vẫn gồm 7 xã như cũng từ đây, xã Hoàng Quan được đổi thành xã Phương Quan, xã Hoàng Xá đổi thành xã Phương Xá, xã Điều Thượng đổi thành Thân Thượng. 
Cách mạng Tháng 8/1945 thành công, ngày 10/4/1946, Hội đồng nhân dân tỉnh quyết định bỏ đơn vị tổng, đổi phủ thành huyện. 
Tháng 1/1947 thực hiện quyết định thành lập liên xã của tỉnh, 8 thôn: Phương Quan, Phương Xá, Cổ Tuyết, An Vị, Đồng Cừ, Đồng Kỷ, Lệ Bảo, Thân Thượng được sáp nhập làm một với tên gọi là xã Liên Phương.
Năm 1949, cắt thôn Thân Thượng về xã Bắc Bình, thôn Cổ Tuyết về xã An Vinh. Lúc này xã Liên Phương huyện Đông Quan còn lại các thôn: Phương Quan, Phương Xá, Rồi Công, An Vị, Đồng Cừ, Đồng Kỷ, Lệ Bảo (Rồi Công trước đây là xóm thuộc thôn Phương Xá).
Tháng 4/1956 thực hiện chủ trương của tỉnh và huyện, xã Liên Phương được chia làm 2 xã Đông Phương và Đông Hải. Tên xã Đông Phương chính thức có từ đây với 3 thôn: Phương Quan, Phương Xá và Rồi Công thuộc huyện Đông Quan, tỉnh Thái Bình.
Năm 1961, để tiện cho chỉ đạo sản xuất và sinh hoạt, Rồi Công trong gồm 3 xóm Tân An, Thái Học và An Ninh chuyển về xã An Tràng. Từ Đây Đông Phương chính thức còn 2 thôn Phương Quan và Phương Xá.
Năm 1969, huyện Đông Quan và huyện Tiên Hưng sáp nhập thành huyện Đông Hưng, từ đó đến nay, Đông Phương thuộc huyện Đông Hưng, tỉnh Thái Bình.
Đầu năm 1973, khi xây dựng thành công hợp tác xã nông nghiệp toàn xã, Đông Phương được chia làm 23 đội sản xuất. Năm 1990, Đông Phương chia làm 23 xóm (từ xóm 1 - 23).
Năm 2003, sau khi tổ chức lại thôn làng, Đông Phương có 7 thôn. Làng Phương Xá chia làm 4 thôn: Trung, Đông, Nam, Thượng. Làng Phương Quan chia làm 3 thôn: Bình Minh, Đại Phú, Trần Phú.

## Văn hóa[4]
Theo cuốn “Nhận diện văn hóa làng Thái Bình - Nguyễn Thanh- Nhà xuất bản Đại học Quốc gia Hà nội - 2010”, Hoàng Xá và Hoàng Quan là 2 trong tổng số 25 làng của huyện Đông Hưng xưa được xếp vào danh sách những “Làng văn hóa, văn hiến tiêu biểu của Thái Bình”.
Trải qua các triều đại phong kiến, toàn huyện Đông Hưng có 13 vị đỗ đại khoa trong đó Đông Phương có hai vị. Đặc biệt, họ Phạm ở Đông Phương từ xưa đã có nhiều người hiển đạt khoa danh, nổi tiếng là dòng họ hiếu học ở Thái Bình, tiêu biểu là Tiến sĩ Phạm Công Huân.
Phạm Công Huân vốn tên là Phạm Quang Huân, khi đi thi đổi tên là Công Huân. Ông sinh năm 1651 tại xã Hoàng Xá tổng Hoàng Quan huyện Đông Quan. Sử chép rằng, qua nhiều đời, dòng dõi họ Phạm ở Hoàng Xá đã từng làm quan trong triều, ngoài trấn. Cha Phạm Quang Huân là Phạm Phúc Độ cũng đỗ Tam Trường và làm quan tới hàm Đại phu. Phạm Quang Huân nổi tiếng thông minh và ham học. Năm 46 tuổi ông thi đỗ Đệ tam giáp đồng tiến sĩ xuất thân, khoa Đinh Sửu đời Lê Hy Tông niên hiệu Chính Hòa thứ 18 (1697). Phạm Công Huân lần lượt giữ chức Đốc đồng Hải Đông, sau chuyển làm Đốc trấn An Bang. Ông được đánh giá là một vị quan thanh liêm, chính trực, hết lòng lo cho dân, chăm lo sản xuất, giảm bớt phu phen tạp dịch. Dân trong vùng rất biết ơn ông. Vùng đất ông cai quản không có tệ tham nhũng, ức hiếp dân; suốt giải duyên hải không có cướp biển, miền núi không có phỉ, dân sống yên ổn. Vua Lê Hy Tông nhận xét: “Phạm quả là người hiền lương đáng được cất nhắc song đảm đương một vùng đông bắc liệu trọng thần các bộ đã mấy ai lo được”. Vì vậy, tuy ông chỉ ở chức Đốc trấn nhưng được phong tước Vĩnh Lộc đại phu, được bàn việc nước. Năm 67 tuổi, ông xin về nghỉ hưu, sau mất tại quê nhà làng Hoàng Xá. Đền thờ ông nay vẫn còn.
Cháu ngoại của Phạm Công Huân là Phạm Công Thế sinh năm 1702. Tại khoa thi Đinh Mùi niên hiệu Bảo Thái thứ 8 (1727), ông thi đỗ Đệ tam giáp đồng tiến sĩ xuất thân khi mới 25 tuổi.
Phạm Công Thế xã Hoàng Xá tổng Hoàng Quan vốn gốc họ Nguyễn ở xã Phúc Khê huyện Thanh Lan nay là xã Thái Phúc (Thái Thụy). Ông được ông ngoại là Tiến sĩ Phạm Công Huân nuôi dạy từ nhỏ. Khi đi thi lấy họ mẹ nên có tên là Phạm Công Thế.
Sau khi thi đỗ, ông được bổ nhiệm giữ chức Đông các hiệu thư ở Viện Hàn lâm. Năm Mậu Ngọ (1738), phẫn nộ trước việc chúa Trịnh Giang lấn át vua Lê, phế vua này lập vua khác, xã hội bất ổn, nhân dân lầm than, ông đã cùng một số đại thần trong triều phò các hoàng thân Lê Duy Mật, Lê Duy Chúc... nổi dậy mưu đốt kinh thành. Sự việc bại lộ, một số người chạy ra ngoài thành tiếp tục khởi nghĩa, một số bị bắt trong đó có Phạm Công Thế. Trước khi bị giết, một số quan đại thần trong triều có người quở trách: “Nhà ngươi là người trong khoa giáp làm sao lại đi theo bọn phản nghịch”. Trước những lời nhạo báng đó, Phạm Thế Công chỉ cười mà nói: “Danh phận không sáng tỏ từ lâu rồi, còn phân biệt thế nào là thuận với nghịch được nữa”. Sau đó ông đã vươn cổ chịu chém không một chút nao núng. Để ghi nhớ công lao của ông, hiện nay từ đường Phạm Công Thế vẫn còn lưu giữ tại xã Đông Phương.
Ngoài các vị đỗ đại khoa, trong thời phong kiến, Đông Phương còn có cụ Tú Tưởng đỗ tú tài, cụ Nhất Hương đỗ nhất trường cùng hằng chục cụ đỗ khóa sinh. Nối tiếp truyền thống của quê hương, trong thời đại mới, nhiều người con Đông Phương đã nỗ lực vượt khó, đỗ đạt thành danh, đảm nhận nhiều chức vụ quan trọng, có nhiều đóng góp cho đất nước.
Đông Phương xưa còn nổi tiếng là vùng quê lưu giữ những giá trị văn hóa, văn nghệ dân gian đặc sắc, tiêu biểu hát ca trù và hát chèo. 
Hát ca trù tiền thân là ả đào bởi nghệ nhân là nữ. Cho đến nay, các sách về văn hóa dân gian vẫn xác định bà Đào Nương làng Vàng (Đông Phương) là nghệ nhân đầu tiên được biết đến của nghệ thuật ca trù. Không ai biết tên thật của bà Đào Nương mà chỉ gọi bà theo cái tên nghề nghiệp: Có người gọi là bà Đầu, có người gọi là bà Đào theo nghĩa đào hát hoặc hát ả đào. Truyền thuyết kể rằng, làng Vàng xưa đồng ruộng còn hoang hóa, bà về khuyến dân cày cấy, có công đào hai con ngòi dẫn nước vào đồng, một từ bến Vàng vào làng, một từ sông Diêm vào quán Bán. Khi làng xóm đã đông đúc, đồng ruộng đã tốt tươi bà lại dạy dân hát ả đào, hát chèo. Một lần quân triều về làng (xưa làng Vàng có đường ngự giá, đồng quân) bà đã hát trong quân. 
Vào một ngày, hôm ấy là 15/4 bà lội xuống giếng rồi biến mất. Khi dân làng đến chỉ còn thấy chữ bà ghi lại trên thành giếng: “Vũ mao biến hoá nguyệt trung thiên- Phảng phất nghê đình phi ngọc điện” (Nghĩa là người con gái đẹp đã về chốn cung trăng ở giữa trời. Điệu múa, tiếng ca, tiếng nhạc chỉ còn thấy ở nơi thờ cúng.) 
Sau khi bà mất, bà đã hiển linh nên dân làng lập đền thờ và tôn bà là thành hoàng. Các triều sau đều có sắc phong thần cho bà, bà được gọi là “Cầm bà thi nữ” (người đàn bà đàn ngọt hát hay), phong bà làm thượng đẳng thần.
Từ ngày bà mất, hàng năm dân làng thường mở hội từ 15 đến 20/4. Hội làng bao giờ cũng có hát chèo, hát ca trù. Riêng tối 15/4 (ngày bà mất), các đào, kép, các gánh hát phải về lễ, lễ xong thì hát, diễn. Khi được giao vai diễn “con hát” phải vào lễ thánh, xin âm dương, nếu được thánh ưng chuẩn mới được nhập vai, được diễn. Lời giáo trò bao giờ cũng có câu:
“Thanh thanh văn vật đất Hoàng Quan (tên tổng, xã thời Lê)
Người thì đã đẹp cảnh lại thanh
Người đã đẹp, đẹp thêm thanh sắc
Ba miếu hai đình phụng sự tối anh linh”.
Từ xưa, Đông Phương đã là đất ca hát. Các tiết mục ca trù, chèo, tuồng một thời đã là món ăn tinh thần quan trọng của người dân trong xã. Dân làng Hoàng Quan còn nhớ làng từng có gánh hát Chánh hội Nho, Nguyễn Như Đồi, Nguyễn Hữu Còm. Người hát nhà tơ nổi tiếng đẹp người, đàn hay hát giỏi có bà Hoàng Thị Nhẫn, từng đi hát tứ xứ. Thời Đinh, vua Đinh Tiên Hoàng đã về làng Vàng và thăm đền. Xưa bà Đào Nương còn được thờ ở đền Bách thần của phủ Thái Ninh (phủ Châu Giang).
Truyền thống văn hóa của mảnh đất, con người Đông Phương còn được thể hiện đậm nét qua các lễ nghi sinh hoạt văn hóa, tín ngưỡng, tôn giáo và các sinh hoạt động đồng.
Hiện nay, ở Đông Phương có hai tôn giáo là Phật giáo và Thiên chúa giáo. Đạo Phật theo hệ phái Bắc tông đã được du nhập vào vùng đất Đông Phương cùng với quá trình hội cư, lập xóm dựng làng. Xã Đông Phương hiện có 4 chùa gồm: Chùa Hầu, chùa Vực, chùa Linh Sơn và chùa Phúc Lộc.
Từ thế kỷ XVIII, đạo Thiên chúa được du nhập vào Đông Phương. Hiện nay, toàn xã có 1180 giáo dân thuộc 295 hộ gia đình, chiếm 12,1% dân số trong xã. Giáo dân sinh hoạt tôn giáo ở 02 giáo xứ đó là Giáo xứ Phương Xá và Giáo xứ Phương Quan (thuộc giáo hạt Đông Hưng, Giáo phận Thái Bình) và có 01 dòng tu Đa Minh.
Về tín ngưỡng: Thờ cúng tổ tiên là tín ngưỡng lâu đời nhất của người dân Đông Phương, được bắt nguồn từ niềm tin của người dân rằng tổ tiên linh thiêng tuy đã đi về thế giới bên kia nhưng vẫn sống cạnh, phù hộ cho con cháu. Ở Đông Phương, hầu hết các gia đình đều có bàn thờ gia tiên đặt ở nơi trang trọng nhất trong ngôi nhà của mình. 13 dòng họ, chi họ đã xây dựng được từ đường, nhà thờ họ. Đây là tục lệ tốt đẹp, là biểu hiện của lòng hiếu thảo, biết ơn, tưởng nhớ công ơn sinh thành, dưỡng dục của tiền nhân, nhớ đến cội nguồn... Gắn với tín ngưỡng thờ cúng tổ tiên, nhiều dòng họ đã ghi gia phả dòng họ và ngày giỗ tổ của dòng họ đã trở thành dịp để con cháu trong dòng tộc sum họp, củng cố mối quan hệ thân tộc. 
Các làng trong xã còn có tục thờ Thành hoàng - thần hộ mệnh của cộng đồng làng xã. Tục thờ Thành hoàng ở Đông Phương đã có từ lâu, các vị thần được thờ chủ yếu là nhân thần có công với làng với nước. Các vị thần được thờ ở 4 đình, đền: Đình Lưu, đền đá Quốc Tuấn, đền Thượng và đền thờ hai chúa tại khu vực chùa Hầu. Trong đó Đình Lưu đã được công nhận là Di tích lịch sử Văn hoá quốc gia. Đền đá Quốc Tuấn và đền Thượng được công nhận là Di tích lịch sử văn hoá cấp tỉnh. Hằng năm tại các khu di tích đều mở lễ hội truyền thống với nhiều nghi thức cúng tế cổ truyền và nhiều trò chơi dân gian đặc sắc.